# Sten Johan Hedman
Sten Johan Hedman, född 24 augusti 1937 i Högalids församling i Stockholm, är en svensk skådespelare.

## Biografi
Hedman började med teater i femtonårsåldern vid Ungdomsgårdarnas centrala teaterförening, under ledning av Sigrid Engström. Via detta engagemang kom han att medverkar i Bellmansspelen. Därefter studerade han vid Calle Flygare Teaterskola, samtidigt som han försörjde sig som scenarbetare på Oscarsteatern. 1961–1964 utbildade han sig vid Dramatens elevskola och 1962 gjorde han sin första scenroll på Dramaten i en Samuel Beckett-pjäs. Hedman har i efterhand beskrivit tiden vid elevskolan som en till största del negativ erfarenhet.
Under åren 1964–1966 var han kvar vid Dramaten, för att därefter gå vidare till Riksteatern och därefter Proteatern. 1977 återvände han till Dramaten där han stannade fram till 1996. Han har senare även varit verksam vid Göteborgs Stadsteater, Stockholms Stadsteater och Upsala Stadsteater.
Han är en utpräglad karaktärsskådespelare men har i TV- och filmsammanhang sällan synts i stora roller. Bland de roller han spelat återfinns styrmannen i TV-serien Hem till byn (1973) och den falske butikskontrollanten i Morrhår och ärter (1986).

## Filmografi
- 1965 – En historia till fredag (TV-serie)
- 1973 – Stenansiktet
- 1973 – Hem till byn (TV-serie)
- 1975 – Maria
- 1977 – Tjejerna gör uppror (TV-serie)
- 1977 – Uppdraget
- 1977 – Ärliga blå ögon (TV-serie)
- 1978 – Streber
- 1979 – Kristoffers hus
- 1979 – Den åttonde dagen
- 1980 – Sverige åt svenskarna
- 1981 – Snacka går ju...
- 1981 – Olsson per sekund eller Det finns ingen anledning till oro
- 1982 – Gräsänklingar
- 1983 – Limpan
- 1984 – Slagskämpen
- 1984 – Annika – en kärlekshistoria
- 1986 – I lagens namn
- 1986 – Morrhår och ärtor
- 1986 – Jönssonligan dyker upp igen
- 1986 – Femte generationen (TV-serie)
- 1987 – En film om kärlek
- 1987 – Varuhuset (TV-serie)
- 1987 – Nionde kompaniet
- 1988 – Kråsnålen (TV-serie)
- 1989 – Hassel – Säkra papper
- 1989 – Vägen hem
- 1989 – Säkra papper
- 1989 – 1939
- 1990 – Apelsinmannen
- 1990 – Nigger
- 1990 – Fiendens fiende (TV-serie)
- 1990 – Hebriana
- 1991 – Snöriket
- 1991 – Kopplingen
- 1991 – Goltuppen (TV-serie)
- 1992 – Kvällspressen (TV-serie)
- 1994 – Fallet Paragon (TV-serie)
- 1995 – Svarta skallar och vita nätter (TV-serie)
- 1995 – Snoken (TV-serie)
- 1996 – Rusar i hans famn
- 1998 – Beck – Öga för öga
- 1998 – Pip-Larssons (TV-serie)
- 1999 – Toy Story 2
- 1999 – En dag i taget. Panikångest
- 1999 – Skilda världar (TV-serie)
- 2002 – Olivia Twist (TV-serie)
- 2002 – Bella bland kryddor och kriminella (TV-serie)
- 2004 – Om Stig Petrés hemlighet
- 2005 – Van Veeteren – Münsters fall
- 2005 – Lasermannen (TV-serie)
- 2006 – Gustaf 2
- 2006 – Natt på museet
- 2006 – Kronprinsessan (TV-serie)
- 2010 – Himlen är oskyldigt blå

## Teater

### Roller
| År   | Roll                                   | Produktion                                               | Regi                  | Teater                  |
| ---- | -------------------------------------- | -------------------------------------------------------- | --------------------- | ----------------------- |
| 1963 |                                        | Änkeman Jarl Vilhelm Moberg                              | Per-Axel Branner      | Skansens friluftsteater |
| 1965 | Soldat II (Bild 5) Soldat II En soldat | Mutter Courage Bertolt Brecht                            | Alf Sjöberg           | Dramaten                |
| 1971 |                                        | Karl Svenssons underbara öden Pi Lind och Jolo           | Pi Lind               | Stockholms parkteater   |
| 1971 | Sjå                                    | De vilda svanarna H.C. Andersen                          | Fred Hjelm            | Stockholms stadsteater  |
| 1972 | Adolf                                  | Fordringsägare August Strindberg                         | Ulf Reinhard          | Dramatiska Institutet   |
| 1972 | Terapeuten                             | Tillståndet Kent Andersson och Bengt Bratt               | Fred Hjelm            | Stockholms stadsteater  |
| 1973 | Cléante                                | Den girige Molière                                       | Bertil Lundén         | Riksteatern             |
| 1977 | Kommunalpolitiker, fp                  | Ranstadvalsen Jan Guillou och Gunnar Ohrlander           | Margaretha Byström    | Dramaten                |
| 1977 | Kapten Lebjadkin Läraren               | Onda andar Fjodor Dostojevskij                           | Ernst Günther         | Dramaten                |
| 1979 | Eriksson                               | Mannen på trottoaren Per Olov Enquist och Anders Ehnmark | Staffan Roos          | Dramaten                |
| 1987 | Den ensamme geologen                   | Titta det blöder Kristina Lugn                           | Staffan Roos          | Dramaten                |
| 1988 | Smålänningen                           | Mäster Olof August Strindberg                            | Lennart Hjulström     | Dramaten                |
| 1990 | Fyrin Grosshandlare Terrade            | Amorina Carl Jonas Love Almqvist                         | Peter Stormare        | Dramaten                |
| 1992 | Nils                                   | Tiden är vårt hem Lars Norén                             | Björn Melander        | Dramaten                |
| 1995 | Kammarherren Hov Pamp Fyllo Svikare    | Vigseln Witold Gombrowicz                                | Karl Dunér            | Dramaten                |
| 1999 |                                        | Till Damaskus August Strindberg                          | Katrine Wiedemann     | Göteborgs stadsteater   |
| 2005 | Vinhandlaren                           | Sultanens hemlighet Tawfiq al-Hakim                      | Eva Bergman           | Dramaten                |
| 2006 |                                        | Rikard III William Shakespeare                           | Linus Fellbom         | Riksteatern             |
| 2015 | Kapten                                 | Trettondagsafton William Shakespeare                     | Åsa Melldahl          | Dramaten                |
| 2015 | Kent                                   | Maria Stuart Friedrich Schiller                          | Peter Konwitschny     | Dramaten                |
| 2017 |                                        | De sista vittnena Svetlana Aleksijevitj                  | Ulla Kassius          | Dramaten                |
| 2019 | Osric                                  | Hamlet William Shakespeare                               | Sofia Adrian Jupither | Dramaten                |
| 2019 | Gloucester                             | Kung Lear William Shakespeare                            | Sara Giese            | Romateatern             |
| 2021 | Feres Körledare                        | Alkestis (Ἄλκηστις, Alkēstis) Euripides                  | Elli Papakonstantinou | Dramaten                |

### Fotnoter
1. 1 2 3 4  ”Sten Johan Hedman”. Svensk Filmdatabas. http://sfi.se/sv/svensk-filmdatabas/Item/?type=PERSON&itemid=72063&iv=OVERVIEW. Läst 4 juli 2012.
2. ↑  Ebbe Linde (20 juni 1963). ”Buskteater på ont och gott”. Dagens Nyheter:  s. 20. http://arkivet.dn.se/arkivet/tidning/1963-06-20/165/20. Läst 20 mars 2016.
3. ↑  Leif Zern (12 augusti 1971). ”Rapp och välspelad satir”. Dagens Nyheter:  s. 14. https://arkivet.dn.se/tidning/1971-08-12/11171-216/14. Läst 6 januari 2024.
4. ↑  Bengt Jahnsson (27 mars 1972). ”Regiprov som borde stannat inom skolan”. Dagens Nyheter:  s. 15. https://arkivet.dn.se/tidning/1972-03-27/11171-85/15. Läst 6 januari 2024.
5. ↑  Ruth Halldén (25 september 1973). ”'Den girige', Praktpjäs med praktfulla insatser”. Dagens Nyheter:  s. 16. http://arkivet.dn.se/arkivet/tidning/1973-09-25/260/16. Läst 20 augusti 2015.
6. ↑  Mikael Löfgren (1 mars 1999). ”Strindbergs drömmar upp i rök. De båda drömspelen i Göteborg är snygga men tomma.”. Dagens Nyheter. https://www.dn.se/arkiv/kultur/teater-strindbergs-drommar-upp-i-rok-de-bada-dromspelen-i-goteborg-ar-snygga-men-tomma/. Läst 2 oktober 2021.
7. ↑  Riksteatern (22 september 2006). ”Rikard Wolff gör Rikard III på Riksteatern”. Pressmeddelande.  Läst 5 december 2021.